# Daan Kleijn

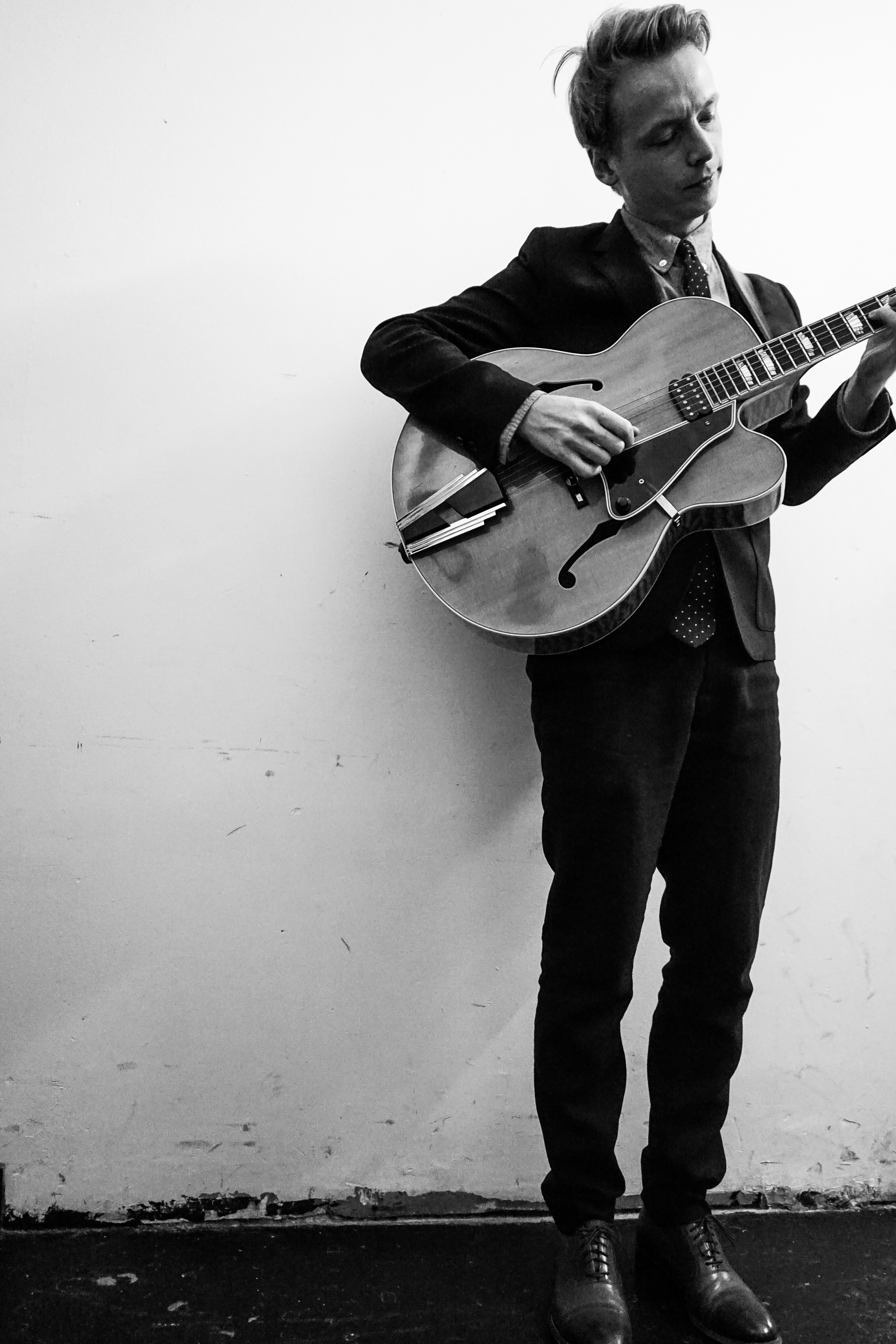

Daan Kleijn (Groningen, circa 1989) is een Nederlandse gitarist.

## Leven en werk
Kleijn heeft verscheidene prijzen gewonnen, waaronder de Northern European Talent Award in 2011. Dat zelfde jaar studeerde hij cum laude af van het Prins Claus Conservatorium. In 2011 verhuisde Daan dankzij een beurs van het Huygens Talenten Programma naar New York om daar aan New York University te studeren. Hij heeft twee CD's opgenomen met het Daan Kleijn Trio, getiteld "Trio" en "Passages". Naast het leiden van zijn eigen trio heeft hij samengewerkt met jazzgrootheden zoals Sam Yahel, Benny Golson, Billy Drummond, Rich Perry, Rodney Green, Peter Bernstein. Daan Kleijn geeft les aan het conservatorium van Tilburg.

## Discografie
- Trio (2013)
- Passages (2018)